# Un privé à Malibu
Un privé à Malibu ou Malibu Club ou Mitch Buchannon (Baywatch Nights) est une série télévisée américaine en 44 épisodes de 44 minutes, créée par Michael Berk, Douglas Schwartz, David Hasselhoff et Gregory J. Bonann, diffusée entre le 30 septembre 1995 et le 16 mai 1997 en syndication. Il s'agit d'une série dérivée d’Alerte à Malibu.
En France, la série a été diffusée à partir du 17 janvier 1999 sur TF1.

## Synopsis
Après avoir quitté la brigade de sauvetage de Malibu, Mitch Buchannon ouvre une agence de détectives privés.

## Fiche technique
- Réalisation : Gus Trikonis
- Musique : John D'Andrea, Tom Harriman, Mark Holden, Cory Lerios, Matthias Weber
- Générique de début : After the Sun Goes Down écrit par David Hasselhoff, Mark Holden et Richard Feldman. Interprété par David Hasselhoff.
- Générique de fin : Into the Night écrit par David Hasselhoff, Mark Holden et Cory Lerios. Interprété par David Hasselhoff.
- Sociétés de production : The Baywatch Company, Tower 12 Productions, Tower 18 Productions
- Producteurs exécutifs : Michael Berk, Gregory J. Bonann, David Hasselhoff, Maurice Hurley, Douglas Schwartz
- Pays d'origine :  États-Unis
- Genre : Enquête, Action, Science-fiction

## Distribution
- David Hasselhoff (VF : Yves-Marie Maurin) : Mitch Buchannon
- Angie Harmon (VF : Juliette Degenne) : Ryan McBride
- Gregory Alan Williams (VF : Jean-Louis Faure) : Garner Ellerbee (première saison)
- Lisa Stahl Sullivan (VF : Michèle Lituac) : Destiny Desimone (10 premiers épisodes)
- Eddie Cibrian (VF : Fabrice Josso) : Griff Walker (dès l'épisode 11)
- Donna D'Errico (VF : Marie Gamory) : Donna Marco (dès l'épisode 11)
- Dorian Gregory (VF : Guillaume Orsat) : Diamont Teague (deuxième saison)
- Lou Rawls : Lou Raymond (première saison)

### Invités deAlerte à Malibu
- Billy Warlock (VF : Olivier Destrez) : Eddie Kramer (épisode 14)
- Yasmine Bleeth (VF : Anne Rondeleux) : Caroline Holden (épisode 16)
- Alexandra Paul (VF : Véronique Augereau) : Stephanie Holden (épisode 41)
- Michael Newman : Mike « Newmie » Newman (épisodes 14, 16 et 30)

 Source et légende : version française (VF) sur RS Doublage

## Épisodes

### Première saison (1995-1996)
1. Protection rapprochée (Pursuit)
2. Comme sur des roulettes (Bad Blades)
3. Fugue en eaux troubles (Silent Witness)
4. Double vue (Deadly Vision)
5. Chasseur de veuves (Just a Gigolo)
6. L'Amour au téléphone (976 Ways to Say I Love You)
7. Menu indigeste (Pressure Cooker)
8. Détectives privées (Balancing Act)
9. Fausse note (Blues Boy)
10. Le Dahlia rose (Kind of a Drag)
11. Affaire à haut risque (Takeover)
12. Chère petite sœur (Thin Blood)
13. Courrier express (Payback)
14. Noyade suspecte (Backup)
15. Un voleur dans la nuit (Thief in the Night)
16. Le Musée des héros (The Curator)
17. Le Code du silence (Code of Silence)
18. La Sentence de Larkin (Vengeance)
19. Héritage fatal (Epilogue)
20. Témoin gênant (Rendezvous)
21. Comme deux gouttes d'eau (A Closer Look)
22. La musique n'adoucit pas les mœurs (Heat Rays)

### Deuxième saison (1996-1997)
1. La Créature des abysses (Terror of the Deep)
2. La Mutation (The Creature)
3. La Plateforme (The Rig)
4. Liés par l'esprit (The Strike)
5. Le Cercle de l'enfer (Circle of Fear)
6. La Mémoire des murs (The Cabin)
7. Sortilèges (Curse of the Mirrored Box)
8. Menace sous l'océan (Last Breath)
9. Soif de sang (Night Whispers)
10. Contamination (Space Spore)
11. Univers parallèle (The Mobius)
12. Sous l'emprise du mal (Possessed)
13. Ceux qui venaient du froid (Frozen Out of Time)
14. Faites vos jeux ! (Nights to Dragon One)
15. Les Prisonniers (Ascension)
16. Les Enfants de la nuit (Zargtha)
17. La Malédiction de la momie (The Servant)
18. La marque des étoiles (Symbol of Death)
19. Un étrange pouvoir (The Eighth Seal)
20. Vents de folie (Hot Winds)
21. Un pas dans le futur (The Vortex)
22. La Disparition de Ryan (A Thousand Words)

## Commentaires
- L'acteur Edward Mulhare, interprétant Devon Miles dans la série télévisée K 2000 aux côtés de David Hasselhoff, retrouva ce dernier le temps de l'épisode Ceux qui venaient du froid, dans le rôle du Docteur Lancaster. Ce fut son dernier tournage, emporté par un cancer du poumon quelques mois plus tard.
- Pour la seconde saison, face aux audiences toujours plus basses réalisées au fil des diffusions de la première (qui n'ont d'ailleurs jamais été aussi bonnes que celles de la série d'origine, Alerte à Malibu), les producteurs ont décidé de diriger la série vers le thème de la science-fiction (notamment encouragés par le succès de la série The X-Files). Gregory Alan Williams quitte alors la série et est remplacé par Dorian Gregory, accompagné de Donna D'Errico. Cependant, ce nouveau format n'a pas fait remonter les audiences et la série ne fut pas reconduite pour une troisième saison. À noter que le personnage interprété par Donna D'Errico a été repris par la suite dans Alerte à Malibu.